# Gornje Psarjevo
Gornje Psarjevo – wieś w Chorwacji, w żupanii zagrzebskiej, w mieście Sveti Ivan Zelina. W 2011 roku liczyła 467 mieszkańców.